# Кишалфьолд
Кишалфьолд или Малката унгарска низина (на унгарски: Kisalföld) e равна и плоска низина, заемаща крайната северозападна част на региона Дунантул и на Среднодунавската низина, разположена между река Дунав на север, планината Бакон на югоизток и подножията на Алпите на запад и югозапад. Простира се в крайната северозападна част от Унгария, а северозападната ѝ периферия попада на територията на Австрия. Площта ѝ е около 9 хил. km2. Низината е разположена на мястото на тектонско пропадане, запълнено с мощен пласт от рохкави седименти и съвременни алувиални наслагания на реките Дунав и Раба. Средната надморска височина е 100 – 150 m. На север Кишалфьолд представлява плоска равнина с широки и плитки долини, в пределите на която Дунав се разделя на ръкави и протоци. Южната част представлява хълмиста равнина с отделни остатъчни хълмове (Алпокаля, Кеменешхат), изградени от базалти. Климатът е умерен с годишна сума на валежите около 600 mm. По северната периферия на низината протича река Дунав, а отдасно в нея се вливат реките Лайта, Раба с притока си Марцал и други. Значителни части от низината са обработваеми земи, върху които се отглежда пшеница, царевица, захарно цвекло и други култури. Малки масиви от широколистни гори са се съхранили на югозапад. Целият регион на Кишалфьолд е гъсто заселен, като най-големите градове са Дьор, Папа, Сомбатхейи Шопрон в Унгария, Айзенщат в Австрия.